# 5. březen
5. březen je 64. den roku podle gregoriánského kalendáře (65. v přestupném roce). Do konce roku zbývá 301 dní. Svátek má Kazimír.

## Události

### Česko
- 1416 – Král Václav IV. stvrdil Brnu právo vybudovat jeho první vodovod.
- 1560 – Velký požár skoro zničil celou Litomyšl.
- 1933 – Automobilka Tatra představila novinářům a světu limuzínu Tatra 77, která se stala světově prvním sériově vyráběným automobilem s aerodynamickou karosérií bez stupaček a se vzduchem chlazeným motorem v zádi.
- 1969 – Zasedání Ústředního výboru Československého svazu mládeže ukončilo jeho existenci. Tato organizace fakticky ukončila svoji činnost v roce 1968, kdy ji nahradilo větší množství nově zřízených samostatných organizací dětí a mládeže.
- 2005
  - Cenu Český lev v kategorii Nejlepší film získal film Jana Hřebejka Horem pádem.
  - Ústřední výkonný výbor ČSSD vyslovil důvěru předsedovi vlády Stanislavu Grossovi.

### Svět

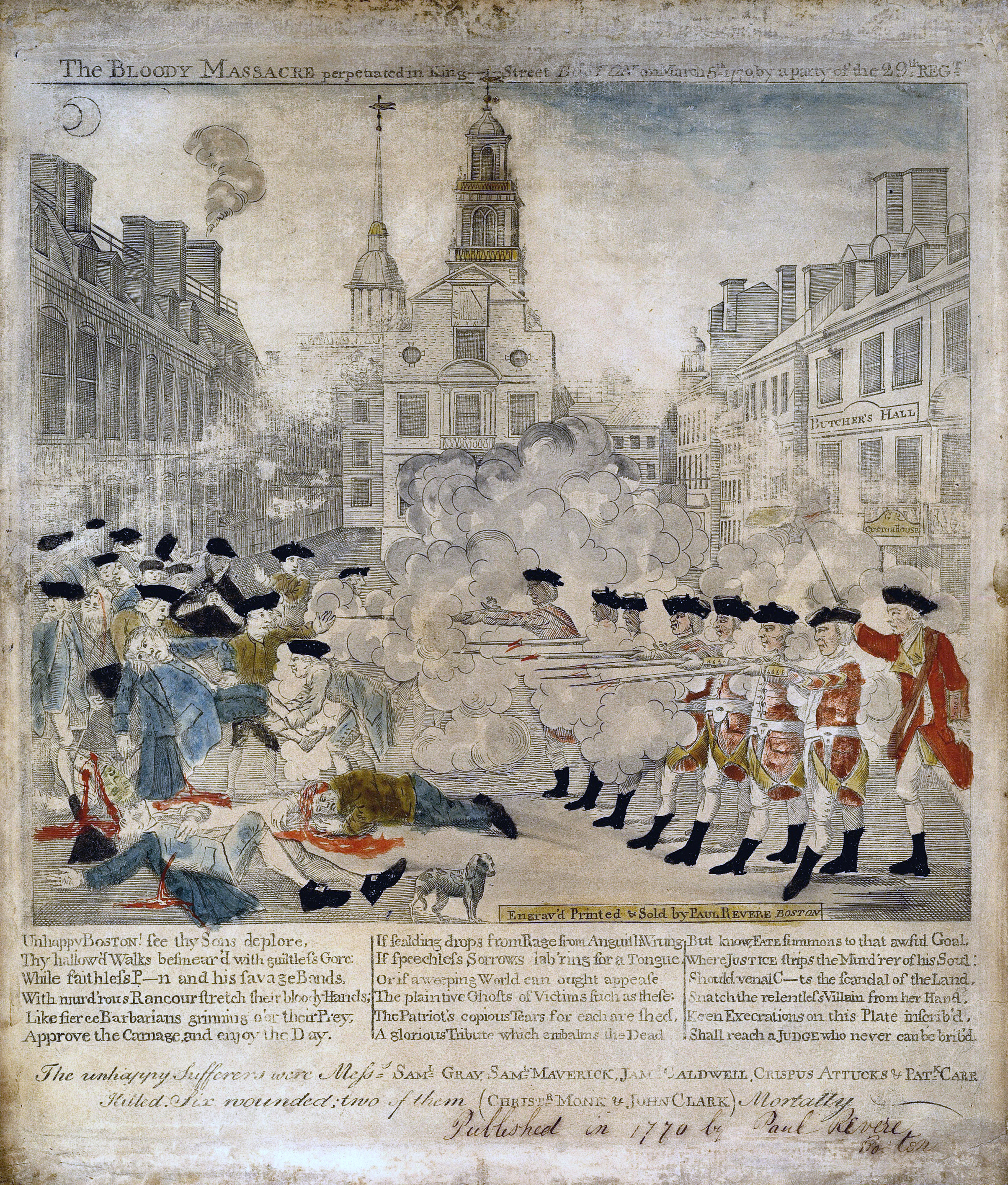
Bostonský masakr

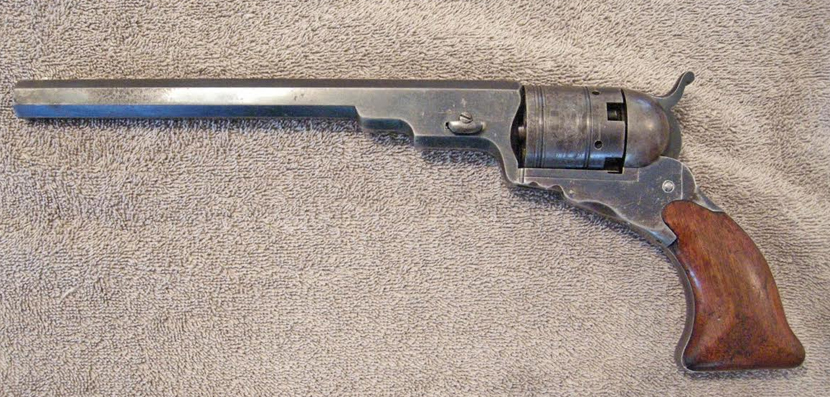
Revolver Colt Paterson

- 1558 – Francisco Fernandes představil Evropě tabák na kouření
- 1770 – Při Bostonském masakru zastřelili britští vojáci 5 lidí.
- 1836 – Americký průmyslník Samuel Colt patentoval první model revolveru s ráží 0,34.
- 1850 – V Británii byl otevřen most Britannia Bridge.
- 1872 – George Westinghouse získal patent na pneumatickou brzdu.
- 1904 – Nikola Tesla zveřejnil své závěry z výzkumu formace kulového blesku.
- 1912 – Itálie ve válce proti Turecku poprvé použila vzducholoď k válečným účelům.
- 1917 – Woodrow Wilson se stal podruhé prezidentem Spojených států.
- 1931 – V Indii byl podepsán Dillíský pakt mezi Mahátmou Gándhím a indickým místokrálem lordem Irwinem.
- 1933
  - Velká světová hospodářská krize a krach na burze, prezident Spojených států Franklin Delano Roosevelt deklaroval „bankovní svátek“. Byly uzavřeny všechny banky ve Spojených státech a zmrazeny veškeré finanční transakce.
  - V německých parlamentních volbách zvítězila nacistická strana NSDAP se ziskem 43,9 % hlasů.
- 1936 – Poprvé vzlétl prototyp stíhacího letounu Supermarine Spitfire.
- 1940 – Sovětské politbyro včetně Josifa Stalina vydalo příkaz k popravě 25 700 příslušníků polské inteligence (Katyňský masakr).
- 1946 – Winston Churchill poprvé veřejně použil název „železná opona“ při své řeči ve Westminster College, ve městě Fulton, ve státě Missouri.
- 1966 – Při havárii letadla Boeing 707 zahynulo v Japonsku 124 lidí.
- 1970 – Smlouva o nešíření jaderných zbraní vstoupila v platnost po ratifikaci 43 státy světa.
- 1976 – Britská libra poprvé padla pod cenu dvou amerických dolarů.
- 1981 – Byl představen počítač ZX81.[1]
- 1982 – Na Venuši přistála sovětská sonda Veněra 14.
- 2019 – HIV pozitivní muž z Velké Británie se stal druhým člověkem na světě, kterému pomohla transplantace kostní dřeně od vhodného dárce k uzdravení.

## Narození
Automatický abecedně řazený seznam existujících biografií viz Kategorie:Narození 5. března

### Česko
- 1751

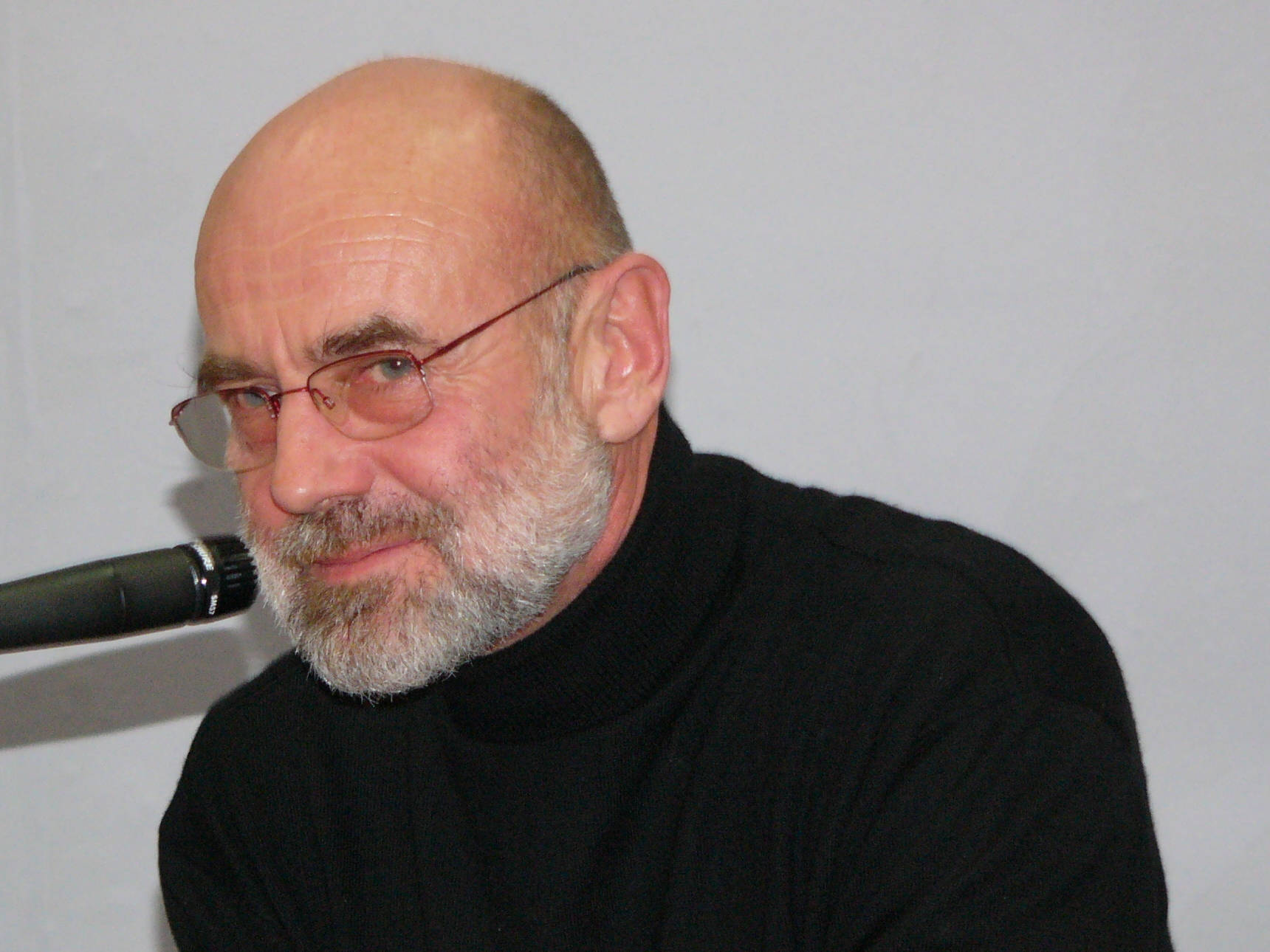
Jan Ruml (* 1953)

  - Josef Karel Šíp, frýdecký kněz a historik († 6. ledna 1836)
  - Jan Křtitel Kuchař, varhaník a hudební skladatel († 18. února 1829)
- 1759 – Josef Jiří Trassler, tiskař a vydavatel († 23. června 1816)
- 1777 – Friedrich Egermann, sklářský odborník a podnikatel († 1. ledna 1864)
- 1818 – Václav Bělský, právník, politik, pražský purkmistr († 22. května 1878)
- 1821 – Bedřich Moser, humorista († 21. února 1864)
- 1855 – Jan Klecanda, učitel, spisovatel a novinář († 16. května 1920)
- 1866 – Ferdinand Maurer, rakousko-uherský státní úředník a spisovatel († 8. října 1927)
- 1875
  - Josef Škrabal, děkan teologické fakulty v Olomouci († 5. října 1932)
  - Karel Wellner, malíř († 14. června 1926)
- 1876 – Jindřich Jindřich, hudební skladatel († 23. října 1967)
- 1879 – Bedřich Váška, violoncellista († 9. prosince 1978)
- 1882 – Antonín Boháč, filolog, statistik, politik († 27. prosince 1950)
- 1889 – Čeněk Musil, architekt a urbanista († 1. listopadu 1947)
- 1899 – Zdenka Košáková, zahradní architektka, návrhářka a malířka († 25. srpna 1945)
- 1901 – Bedřich Blažek, malíř († 4. července 1960)
- 1906
  - Rudolf Krčil, fotbalista († 1. dubna 1981)
  - Peretz Beda Mayer, izraelský malíř českého původu († 14. srpna 2002)
- 1908
  - Otto Rutrle, teolog a religionista († 21. listopadu 1976)
  - Václav Marek, cestovatel, spisovatel, lappolog a překladatel († 14. května 1994)
- 1909 – František Štverák, kněz pronásledovaný nacisty i komunisty († 20. srpna 1956)
- 1915 – Ferdinand Höfer, knihkupec, archivář a katolický aktivista († 24. dubna 2009)
- 1922 – Josef Větrovec, herec († 11. února 2002)
- 1931 – Rudolf Ströbinger, novinář, publicista a spisovatel († 1. prosince 2005)
- 1933 – Eduard Ovčáček, básník, grafik, sochař, malíř, fotograf
- 1937
  - Josef Kremláček, malíř a ilustrátor († 22. června 2015)
  - Václav Martinec, režisér, choreograf, pedagog a herec
- 1949
  - Dagmar Bláhová, česko-australská herečka
  - Josef Jurkanin, fotbalista
  - Hana Doušová-Jarošová, basketbalistka
- 1953 – Jan Ruml, politik a aktivista v oblasti lidských práv, ministr vnitra
- 1955 – Arnošt Pátek, zpěvák († asi 9. dubna 2009)
- 1959
  - Jan Burian, divadelní ředitel, režisér a vysokoškolský pedagog
  - Karel "Lole" Dvorský, předseda Brněnského autosportklubu (BASK) a pětinásobný Mistr ČR AOS (2011–2015)
- 1984 – Ester Geislerová, herečka a výtvarnice

### Svět

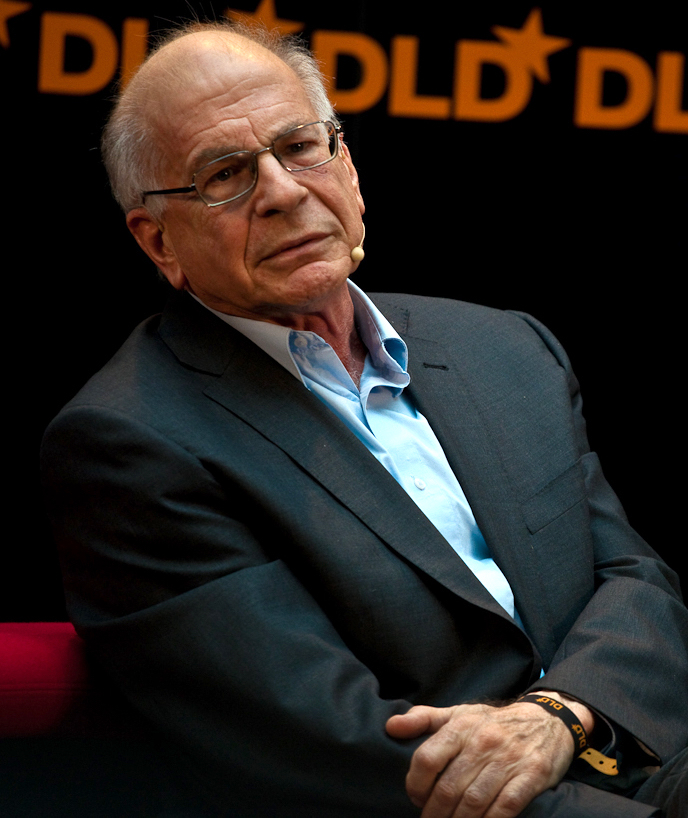
Daniel Kahneman (* 1934)

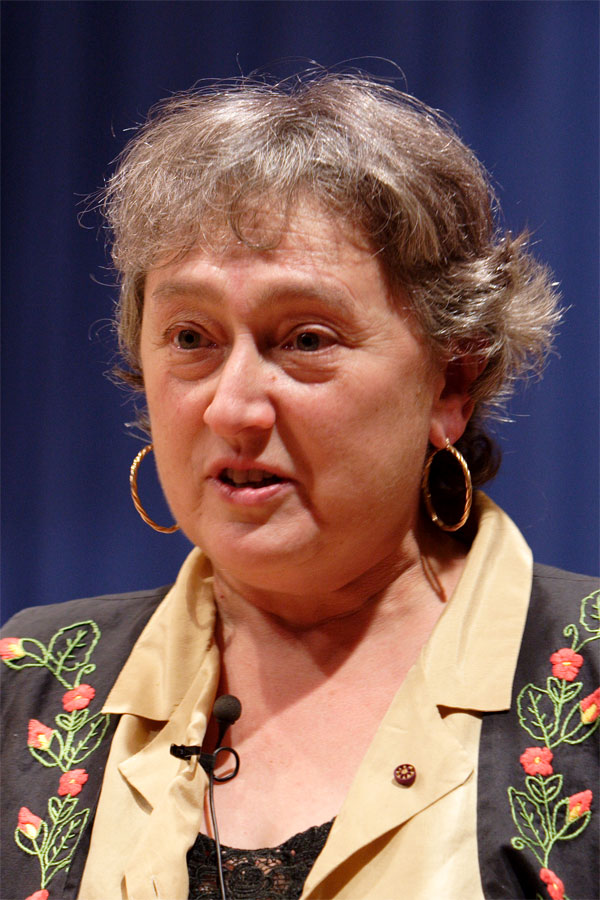
Lynn Margulis (* 1938)

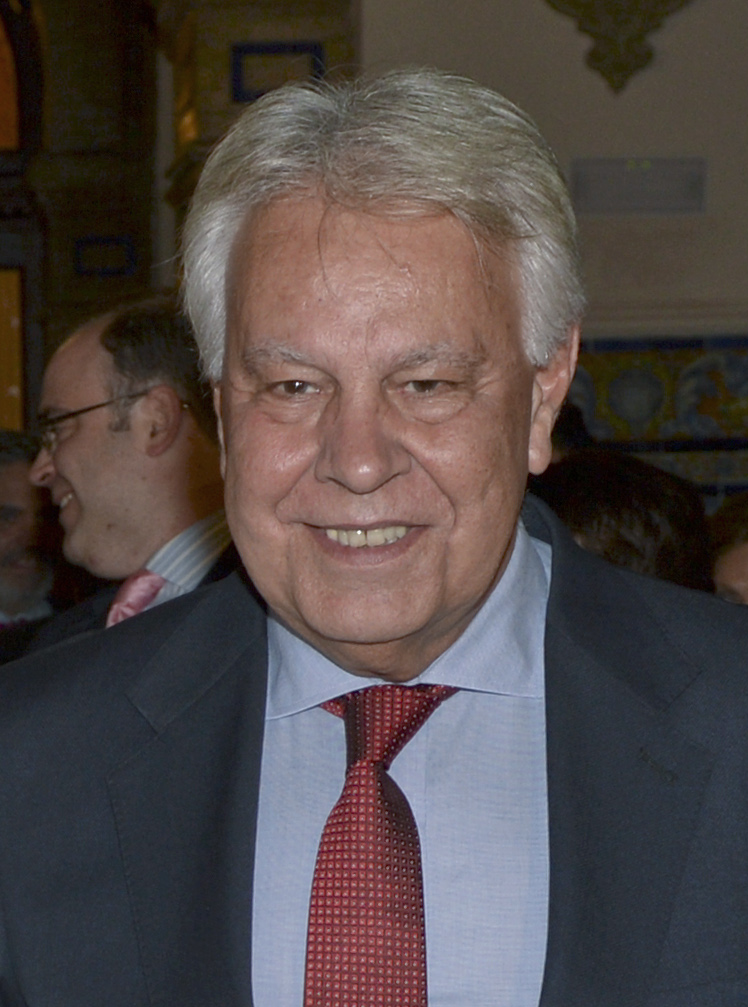
Felipe González (* 1942)

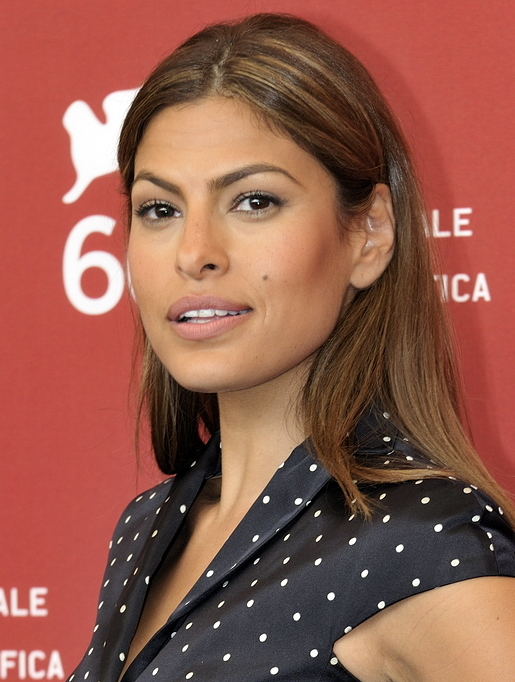
Eva Mendes (* 1974)

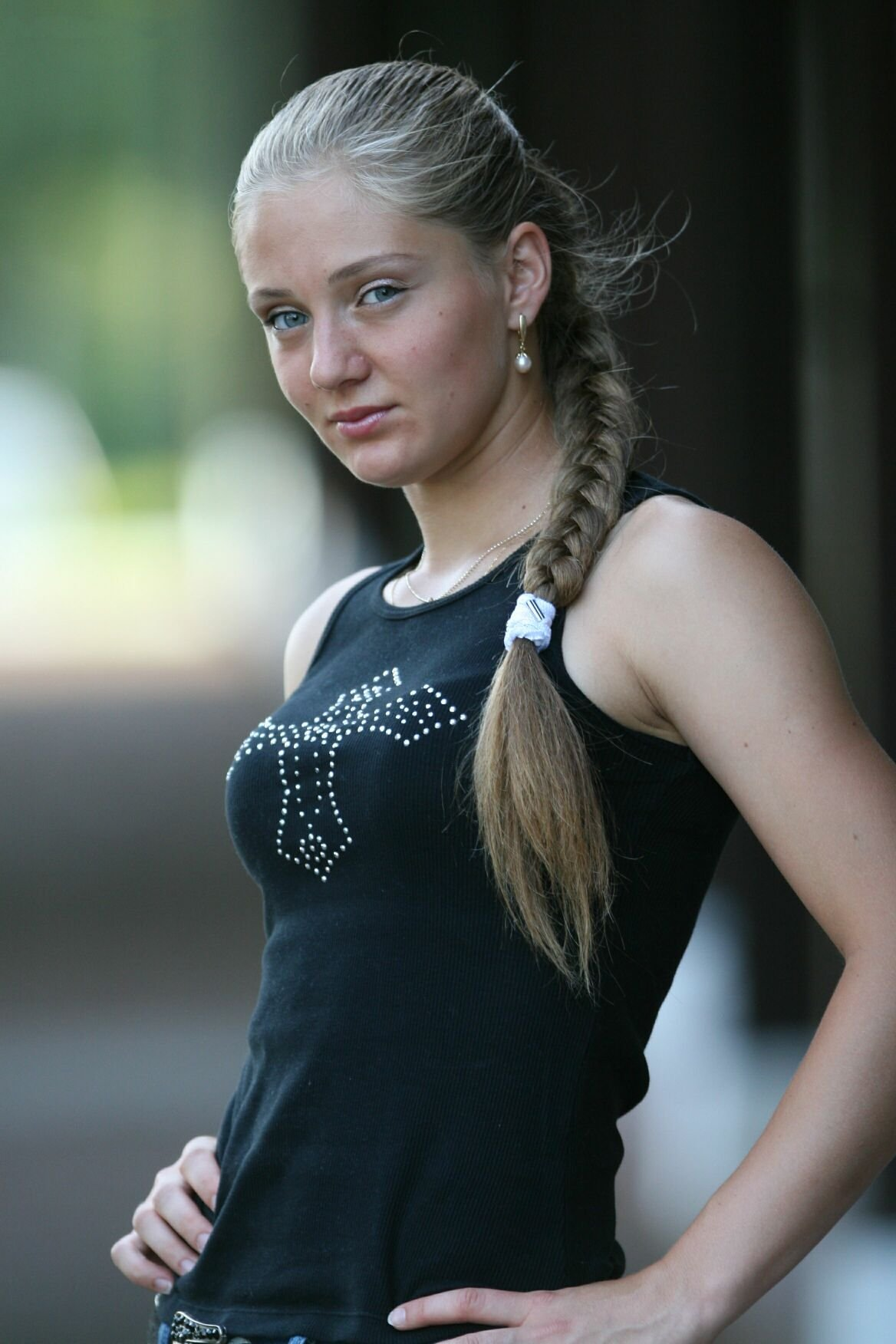
Anna Čakvetadze (* 1987)

- 1133 – Jindřich II. Plantagenet, anglický král († 6. července 1189)
- 1324 – David II. Skotský, král skotský († 22. února 1371)
- 1326 – Ludvík I. Veliký z Anjou, uherský a polský král, významný panovník vrcholného středověku († 10. září 1382)
- 1512 – Gerhard Mercator, vlámský kartograf, autor prvního mapového atlasu na světě († 2. prosince 1594)
- 1527 – Oldřich III. Meklenburský, vévoda z Meklenburku († 14. března 1603)
- 1574 – Fridrich IV. Falcký, kurfiřt falcký a zakladatel protestantské unie († 19. září 1610)
- 1585 – Jan Jiří I. Saský, saský kurfiřt († 8. října 1656)
- 1696 – Giovanni Battista Tiepolo, italský malíř († 27. března 1770)
- 1716 – Nicolo Pacassi, rakouský architekt († 11. listopadu 1790)
- 1723 – Marie Hannoverská, hesensko-kasselská lankraběnka († 14. ledna 1772)
- 1755 – Jozef Ignác Bajza, slovenský kněz a spisovatel († 1. prosince 1836)
- 1770 – Hans Ernst Karl von Zieten, pruský polní maršál († 3. května 1848)
- 1771 – Wilhelm Daniel Joseph Koch, německý botanik a lékař († 14. listopadu 1849)
- 1779 – Benjamin Gompertz, anglický matematik († 14. června 1865)
- 1794 – Benjamin Guy Babington, anglický lékař a epidemiolog († 8. dubna 1866)
- 1817 – Jules Duboscq, francouzský optik († 24. září, 1886)
- 1825 – Joseph Albert, německý fotograf a vynálezce († 5. května 1886)
- 1827 – Franz Pauly, německo-rakouský klasický filolog činný i v Čechách († 3. října 1885)
- 1830 – Étienne-Jules Marey, francouzský vědec, lékař a fotograf († 21. května 1904)
- 1855 – Kamures Kadınefendi, manželka osmanského sultána Mehmeda V. († 30. dubna 1921)
- 1862 – Siegbert Tarrasch, německý šachový velmistr († 17. února 1934)
- 1864 – Nellie Bly, americká novinářka a spisovatelka († 27. ledna 1922)
- 1869 – Štefan Ambrózy-Migazzi, uherský dendrolog († 31. srpna 1933)
- 1871 – Rosa Luxemburgová, německá marxistická teoretička a radikální politička († 15. ledna 1919)
- 1876
  - Édouard Belin, švýcarský fotograf a vynálezce († 4. března 1963)
  - Bethune Minet Patton, prezident Mezinárodní hokejové federace († 10. dubna 1939)
- 1887 – Heitor Villa-Lobos, brazilský hudebník († 17. listopadu 1959)
- 1898
  - Sung Mej-ling, čínská politička, manželka Čankajška († 23. října 2003)
  - Čou En-laj, premiér ČLR († 8. ledna 1976)
- 1899 – Cecil Roth, britský historik († 21. června 1970)
- 1902 – Tadeusz Manteuffel, polský historik († 22. září 1970)
- 1904
  - Józef Zapłata, polský katolický duchovní, blahoslavený († 19. února 1945)
  - Karl Rahner, německý teolog († 30. března 1984)
  - Branislav Varsik, slovenský historik, archivář, vědec a pedagog († 1994)
- 1908 – Rex Harrison, britský herec († 2. června 1990)
- 1915 – Laurent Schwartz, francouzský matematik († 4. července 2002)
- 1918
  - James Tobin, americký ekonom, Nobelova cena za ekonomii 1981 († 11. března 2002)
  - John Billings, australský lékař – neurolog († 1. dubna 2007)
  - Milt Schmidt, kanadský hokejista († 4. ledna 2017)
- 1922 – Pier Paolo Pasolini, italský spisovatel a režisér († 2. listopadu 1975)
- 1926 – Joan Shawlee, americká filmová a televizní herečka († 22. března 1987)
- 1928 – Joseph Hillis Miller, americký literární teoretik a historik
- 1930 – Toni Hiebeler, rakouský horolezec a spisovatel († 2. listopadu 1984)
- 1933 – Walter Kasper, německý kardinál
- 1934
  - Gioan Baotixita Phạm Minh Mẫn, vietnamský kardinál
  - Daniel Kahneman, izraelsko-americký psycholog
- 1937 – Olusegun Obasanjo, prezident Nigérie
- 1938 – Lynn Margulisová, americká bioložka († 22. listopadu 2011)
- 1939
  - Samantha Eggarová, britská herečka
  - Kenneth Sillito, anglický houslista a dirigent
- 1941 – Jože Mencinger, slovinský právník, ekonom, politik a pedagog
- 1942 – Felipe González, španělský politik, předseda vlády
- 1943
  - Lucio Battisti, italský zpěvák a skladatel († 9. září 1998)
  - Frank Forberger, německý veslař, olympijský vítěz
- 1944 – Frank Rühle, německý veslař, olympijský vítěz
- 1945 – Randy Matson, americký atlet, olympijský vítěz ve vrhu koulí
- 1948
  - Elaine Paige, britská zpěvačka a herečka
  - Leslie Marmon Silko, americká indiánská spisovatelka
  - Annette Charlesová, americká herečka († 3. srpna 2011)
  - Jan van Beveren, nizozemský fotbalista, brankář († 26. června 2011)
- 1950 – Willy Matheisl, německý fotograf
- 1953 – Michael Sandel, americký politický filosof
- 1956 – Šamil Serikov, sovětský zápasník, olympijský vítěz († 22. listopadu 1989)
- 1970 – John Frusciante, americký kytarista a bývalý člen skupiny Red Hot Chili Peppers
- 1973 – Dušan Milo, slovenský hokejista
- 1974 – Eva Mendes, americká herečka
- 1975 – Luciano Burti, brazilský pilot Formule
- 1982 – Daniel Carter, novozélandský ragbista
- 1984 – Hana Garde Bajtošová, slovenská reprezentantka v MTBO
- 1987 – Anna Čakvetadzeová, ruská tenistka
- 1993 – Letitia de Jongová, nizozemská rychlobruslařka

## Úmrtí
Automatický abecedně řazený seznam existujících biografií viz Kategorie:Úmrtí 5. března

### Česko
- 1665 – Jan mladší Skrbenský z Hříště, šlechtic (* 23. srpna 1585)
- 1795 – Josef Rejcha, hudební skladatel a violoncellista (* 13. března 1752)
- 1797 – František Štěpán Silva-Tarouca, rakouský a moravský šlechtic (* 30. ledna 1750)
- 1849 – Alois Josef Schrenk, pražský arcibiskup (* 24. března 1802)
- 1892 – Jan Rechner, pražský zlatník, klenotník a hodinář (* 27. března 1835)
- 1900 – Josef Hubáček, novinář († 19. listopadu 1850)
- 1903 – Josef Bergmann, kanovník katedrální kapituly u sv. Štěpána v Litoměřicích (* 22. ledna 1831)
- 1936 – Emanuel Maršík, hudební skladatel (* 24. prosince 1875)
- 1937 – Jan Knies, archeolog a geolog (* 26. listopadu 1860)
- 1942 – Metoděj Kubáň, kněz, generál československé armádní duchovní správy (* 18. září 1885)
- 1943 – Bedřich Václavek, marxistický estetik, literární teoretik a kritik (* 10. ledna 1897)
- 1949 – Karel Červinka, spisovatel (* 19. května 1872)
- 1951 – Jiří Karásek ze Lvovic, básník, spisovatel a kritik (* 24. ledna 1871)
- 1957 – Viktor Stretti, grafik, malíř a ilustrátor (* 7. dubna 1878)
- 1962 – Otakar Jeremiáš, hudební skladatel a dirigent (* 17. října 1892)
- 1965 – Václav Hrabě, básník (* 13. června 1940)
- 1971 – Karel Drbohlav, divadelní fotograf (* 25. září 1908)
- 1987 – Jiří Hronek, spisovatel a novinář (* 1. května 1905)
- 2000 – Lubomír Emil Havlík, historik, medievalista (* 30. srpna 1925)
- 2002 – Jan Kalous, fotbalista (* 12. března 1922)
- 2006 – Jan Kasper, hokejista (* 21. září 1932)
- 2007 – Miloš Kohout, herec, moderátor a režisér (* ? 1930)
- 2011 – Svatopluk Mrázek, basketbalista (* 15. ledna 1923)
- 2014 – Pavel R. Pokorný, knihovník, archivář a heraldik (* 27. května 1947)
- 2018
  - Antonín Buček, krajinný ekolog (* 17. září 1942)
  - Jan Hlavička, spisovatel sci-fi a překladatel (* 1. srpna 1951)
- 2021 – Pavel Oliva (rodné jméno Pavel Ohrenstein), filolog, historik antiky, přeživší koncentrační tábory (* 23. listopadu 1923)
- 2024 – Pavel Zajíček, český básník, textař a výtvarník, jeden z nejvýznamnějších představitelů českého undergroundu (* 15. dubna 1951)

### Svět

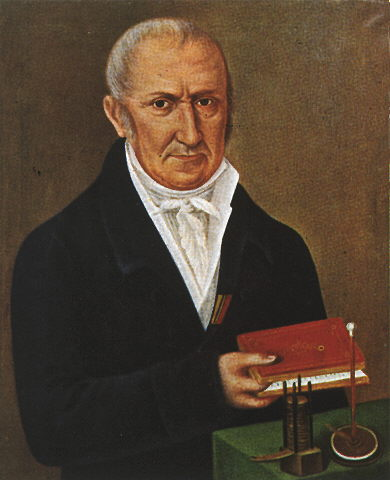
Alessandro Volta († 1827)

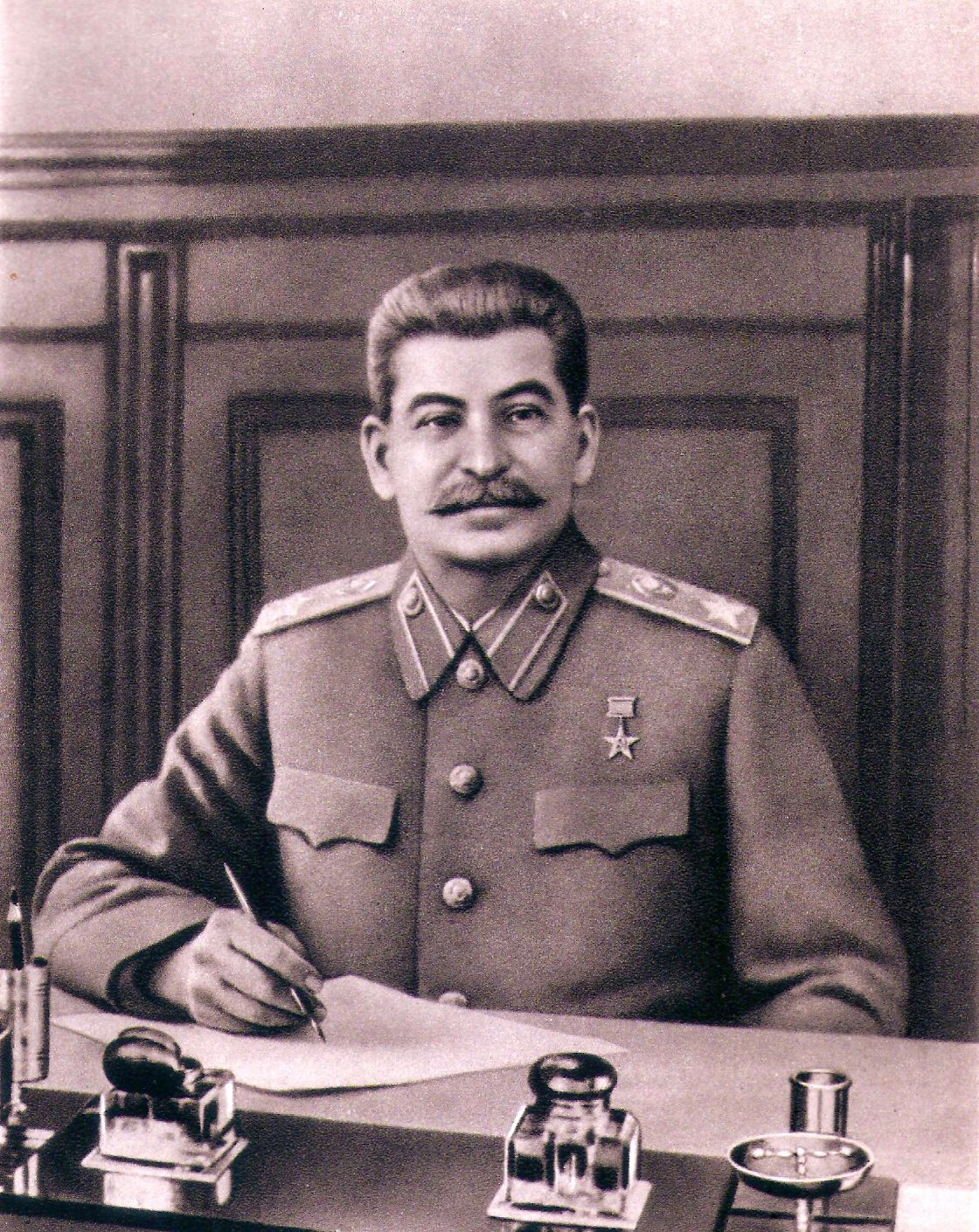
Josif Vissarionovič Stalin († 1953)

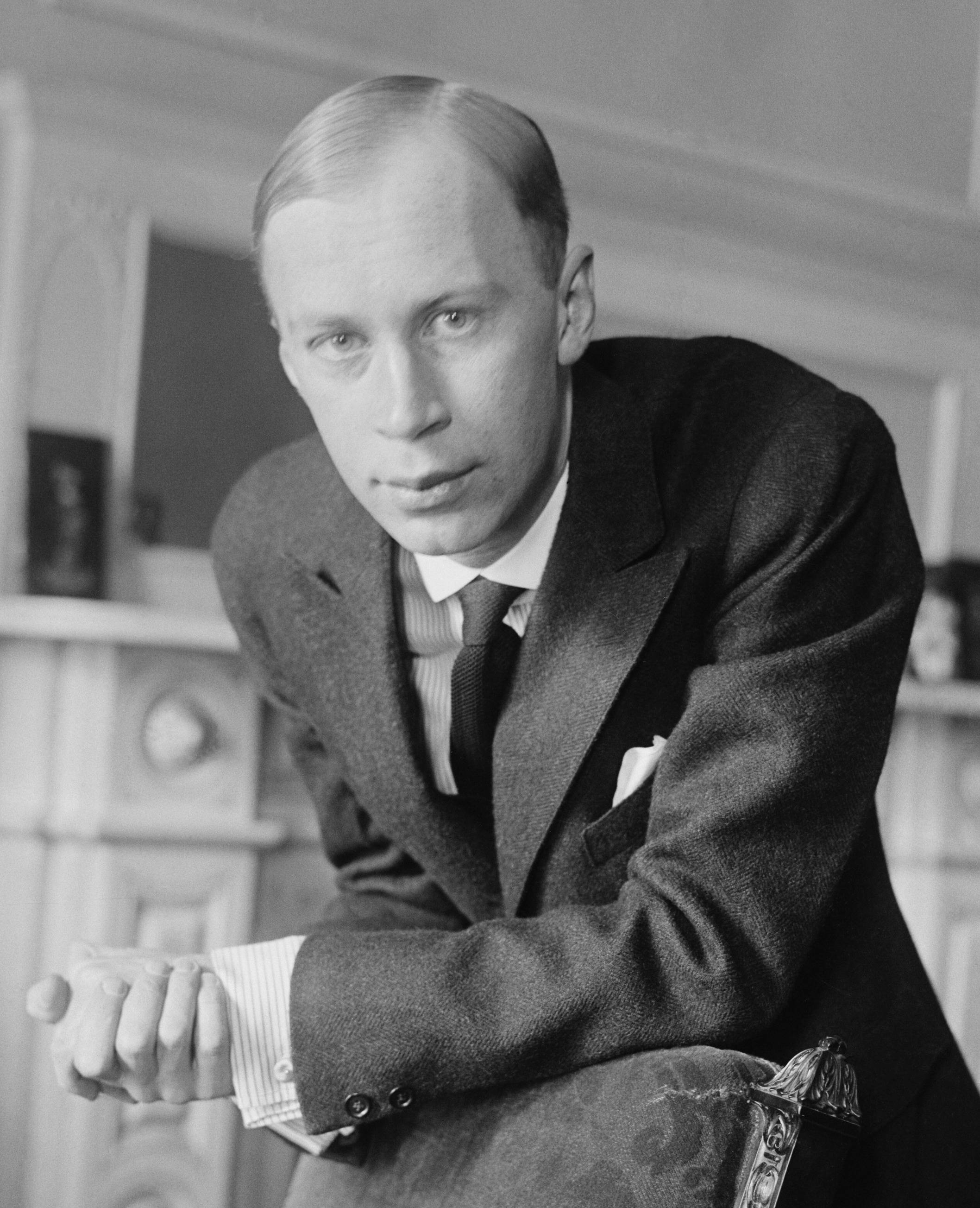
Sergej Prokofjev († 1953)

- 1209 – Ota VIII. z Wittelsbachu, bavorský falckrabě a vrah římského krále Filipa Švábského (* 1180)
- 1303 – Daniil Alexandrovič, moskevský kníže, nejmladší syn Alexandra Něvského (* 1261)
- 1534 – Antonio Allegri da Correggio, italský renesanční malíř (* srpen 1489)
- 1535 – Lorenzo Costa, italský renesanční malíř (* 1460)
- 1588 – Jindřich I. Bourbon-Condé, francouzský princ a hugenotský generál (* 29. prosince 1552)
- 1726 – Evelyn Pierrepont, 1. vévoda z Kingstonu, britský politik a šlechtic (* 1665)
- 1778 – Thomas Arne, anglický skladatel (* 28. května 1710)
- 1815 – Franz Anton Mesmer, švýcarský lékař (* 23. května 1734)
- 1827
  - Pierre-Simon Laplace, francouzský matematik, fyzik, astronom a politik (* 23. března 1749)
  - Alessandro Volta, italský fyzik (* 18. února 1745)
- 1829 – John Adams, britský námořník a vzbouřenec (* 4. prosince 1767)
- 1858 – Faustin Ens, český topograf a pedagog (* 15. února 1782)
- 1876
  - Francesco Maria Piave, italský operní libretista (* 18. května 1810)
  - Marie d'Agoult, francouzská spisovatelka (* 31. prosince 1805)
- 1888 – Robert Spiske, kněz a zakladatel Kongregace sester sv. Hedviky (* 29. ledna 1821)
- 1893 – Hippolyte Taine, francouzský filozof, historik a literární kritik (* 21. dubna 1828)
- 1895 – Nikolaj Leskov, ruský spisovatel a dramatik (* 16. února 1831)
- 1908 – Alfred A. Hart, americký fotograf (* 16. března 1816)
- 1919 – Ernest von Koerber, rakousko-uherský politik (* 6. listopadu 1850)
- 1923 – Dora Pejačević, chorvatská šlechtična a hudební skladatelka (* 10. září 1885)
- 1925 – Michel Verne, francouzský spisovatel (* 3. srpna 1861)
- 1929
  - Francesco Paolo Michetti, italský malíř a fotograf (* 4. srpna 1851)
  - David Dunbar Buick, americký vynálezce (* 17. září 1854)
- 1934 – Jan Romer, polský generál (* 3. května 1869)
- 1938 – Adalbert Seitz, německý přírodovědec (* 24. února 1860)
- 1944
  - Alun Lewis, velšský básník (* 1. července 1915)
  - Max Jacob, francouzský básník, malíř a spisovatel (* 12. července 1876)
- 1948 – Behiye Sultan, osmanská princezna (* 20. září 1881)
- 1953
  - Josif V. Stalin, sovětský diktátor (* 18. prosince 1878)
  - Sergej Sergejevič Prokofjev, ruský hudební skladatel a klavírní virtuos (* 23. dubna 1891)
- 1954 – Ernst z Hohenbergu, druhorozený syn Františka Ferdinanda d’Este (* 27. května 1904)
- 1961 – Kjeld Abell, dánský dramatik (* 25. srpna 1901)
- 1963 – Patsy Cline, americká zpěvačka (* 8. září 1932)
- 1966 – Anna Andrejevna Achmatovová, ruská lyrická básnířka a překladatelka (* 23. června 1889)
- 1967 – Muhammad Mosaddek, íránský předseda vlády (* 16. června 1882)
- 1977 – Tom Pryce, britský pilot Formule 1
- 1980 – Winifred Marjorie Wagner, manželka Siegfrieda Wagnera (* 23. června 1897)
- 1982 – John Belushi, americký herec a zpěvák s albánskými kořeny (* 24. ledna 1949)
- 1984 – Pierre Cochereau, francouzský varhaník a skladatel (* 9. července 1924)
- 1985 – Wolfgang Weber, německý novinářský fotograf (* 17. června 1902)
- 1988 – Różka Korczak-Marla, židovská partyzánka (* 24. dubna 1921)
- 1993 – Cyril Collard, francouzský režisér, herec a hudebník (* 19. prosince 1956)
- 1995 – Vivian Stanshall, britský hudebník, malíř, zpěvák, básník, spisovatel (* 21. března 1943)
- 1998 – Carleton Putnam, průkopník letectví a vědecký spisovatel (* 19. prosince 1901)
- 1999 – Richard Kiley, americký herec (* 31. března 1922)
- 2006 – Janine Chasseguet-Smirgelová, francouzská psychoanalytička (* 1928)
- 2007 – Milan Kiš, slovenský herec (* 3. srpna 1934)
- 2008 – Joseph Weizenbaum, německo-americký informatik (* 8. ledna 1923)
- 2009 – Ľudovít Štrompach, malíř a restaurátor (* 23. června 1923)
- 2013
  - Hugo Chávez, venezuelský prezident (* 28. července 1954)
  - Melvin Rhyne, americký varhaník a hudební skladatel (* 12. října 1936)
- 2014 – John Uzzell Edwards, velšský malíř (* 10. října 1934)
- 2015 – Edward Michael Egan, americký kardinál (* 2. dubna 1932)
- 2016
  - Ray Tomlinson, odesílatel prvního e-mailu a popularizátor symbolu @ (* 23. dubna 1941)
  - Nikolaus Harnoncourt, rakouský dirigent (* 6. prosince 1929)
- 2019 – Jacques Loussier, francouzský klavírista a hudební skladatel (* 26. října 1934)

## Svátky

### Česko
- Kazimír, Kazi, Kazimíra
- Oliva
- Olivie
- Teofil, Teofila, Theofil, Theofila

### Svět
- Mezinárodní den za odzbrojení a nešíření zbraní
- Slovensko: Fridrich
- antický Řím: Navigium Isidis
- Vanuatu: Custom Chief’s Day
- Ázerbájdžán: Den sportu a fyzických aktivit

### Liturgický kalendář
- Sv. Teofil
- Ciaran ze Saighiru
- Gerasimus

| 5. březen v pražském KlementinuÚdaje jsou platné k 8. 7. 2025. | 5. březen v pražském KlementinuÚdaje jsou platné k 8. 7. 2025. | 5. březen v pražském KlementinuÚdaje jsou platné k 8. 7. 2025. |
| minimum                                                        | denní průměr                                                   | maximum                                                        |
| -------------------------------------------------------------- | -------------------------------------------------------------- | -------------------------------------------------------------- |
| −14,0 °C (1971)                                                | 3,2 °C (od 1961)                                               | 17,9 °C (1998)                                                 |